# Pilgift
Pilgifter har använts av olika naturfolk vid jakt och krigföring. Det mest kända är curare som förlamar muskulaturen (även andningsmuskulaturen). Det används av indianstammar i Amazonområdet och utvinns ur barken av Strychnos toxifera.
På Borneo förekommer ett pilgift med hjärtförlamande effekt. Det görs av mjölksaften från upas- eller antiarträdet (Antiaris toxicaria). Andra gifter tas från giftiga ormar och spindlar.
Man antar, att de förhistoriska folken i Europa beredde sig pilgifter av de skarpt narkotiska ranunkulacéarterna (Aconitum), men detta har inte säkert kunnat fastställas. 
Vid sidan av gifter för preparering av pilar har i synnerhet Afrikas naturfolk använt flera gifter till ordalier, eller gudsdomsprov. Bland de för detta ändamål använda medlen är fröna av Physostigma venenosum  »kalabarbönan» det kanske det mest bekanta. Ett annat sådant medel är frukten av Tanghinia madagascariensis. 